# Allium virgunculae
Allium virgunculae — вид рослин з родини амарилісових (Amaryllidaceae); ендемік Японії.

## Поширення
Ендемік Японії — острів Кюсю.